# Autódromo de Most

Mapa del autódromo de Most

Autodrom Most es un autódromo de 4.220 metros de extensión cercano a la ciudad de Most, República Checa. El récord de vuelta del circuito está en manos de Peter Milavec, quien giró en 1:27.232 al mando de un Fórmula 3000.
Most es sede habitual del Campeonato de Europa de Camiones, así como de competencias locales. En 2001 también albergó una fecha de la efímera European Le Mans Series, pero nunca pudo reemplazar al autódromo de Brno como sede del Gran Premio de la República Checa de Motociclismo.